# Taula d'integrals
El càlcul de primitives és una de les dues operacions bàsiques del càlcul. Per a la derivació hi ha unes regles senzilles amb les quals es pot trobar la derivada de qualsevol funció per complicada que sigui, a partir del càlcul de les derivades de les seves funcions components més senzilles. En el cas de la integral si s'ha de trobar una primitiva de la funció, això no passa, per tant molt sovint és útil tenir a mà una taula d'integrals conegudes.
També es diu taules de primitives i de fet resulta més apropiada aquesta expressió tret dels casos on hi ha valors concrets d'integrals definides, però històricament les primeres taules tenien el nom de taules d'integrals i és així com hom les coneix més habitualment.
Es fa servir C per a indicar una constant d'integració que només es pot determinar si, per exemple, es coneix el valor de la integral en algun punt. Així, en general qualsevol funció té un nombre infinit de primitives.
De fet aquestes taules només són una altra forma de presentar les taules de derivades.

## Desenvolupament històric de les taules d'integrals
Una compilació d'una llista d'integrals (Integraltafeln) i de tècniques de càlcul integral la va publicar el matemàtic alemany Meyer Hirsch el 1810. Aquestes taules es varen reimprimir al Regne Unit el 1823. Unes taules més extenses les va compilar el 1858 el matemàtic holandès David Bierens de Haan. Una nova edició es va publicar el 1862. Aquestes taules, que contenen principalment integrals de funcions elementals, varen mantenir-se en ús fins a mitjan segle xx. Llavors varen ser desplaçades per les taules molt més extenses de Gradshteyn i Rhyzik.
A la taula de Gradshteyn i Rhyzik, les integrals procedents del llibre de Bierens s'indiquen amb BI.

## Taules de primitives

### Funcions racionals
{\displaystyle \int \,dx=x}
{\displaystyle \int x^{n}\,dx={\frac {x^{n+1}}{n+1}}+C\qquad {\mbox{ si }}n\neq -1}
{\displaystyle \int {dx \over x}=\ln {\left|x\right|}+C}
{\displaystyle \int {dx \over {a^{2}+b^{2}x^{2}}}={1 \over ab}\arctan {bx \over a}+C}

### Funcions irracionals
{\displaystyle \int {dx \over {\sqrt {a^{2}-x^{2}}}}=\sin ^{-1}{x \over a}+C}
{\displaystyle \int {-dx \over {\sqrt {a^{2}-x^{2}}}}=\cos ^{-1}{x \over a}+C}
{\displaystyle \int {dx \over x{\sqrt {x^{2}-a^{2}}}}={1 \over a}\sec ^{-1}{|x| \over a}+C}

### Funcions logarítmiques
{\displaystyle \int \ln {x}\,dx=x\ln {x}-x+C}
{\displaystyle \int \log _{b}{x}\,dx=x\log _{b}{x}-x\log _{b}{e}+C}

### Funcions exponencials
{\displaystyle \int e^{x}\,dx=e^{x}+C}
{\displaystyle \int a^{x}\,dx={\frac {a^{x}}{\ln {a}}}+C}

### Funcions trigonomètriques
{\displaystyle \int \sin {x}\,dx=-\cos {x}+C}
{\displaystyle \int \cos {x}\,dx=\sin {x}+C}
{\displaystyle \int \tan {x}\,dx=-\ln {\left|\cos {x}\right|}+C}
{\displaystyle \int \cot {x}\,dx=\ln {\left|\sin {x}\right|}+C}
{\displaystyle \int \sec {x}\,dx=\ln {\left|\sec {x}+\tan {x}\right|}+C}
{\displaystyle \int \csc {x}\,dx=\ln {\left|\csc {x}-\cot {x}\right|}+C}
{\displaystyle \int \sec ^{2}x\,dx=\tan x+C}
{\displaystyle \int \csc ^{2}x\,dx=-\cot x+C}
{\displaystyle \int \sec {x}\,\tan {x}\,dx=\sec {x}+C}
{\displaystyle \int \csc {x}\,\cot {x}\,dx=-\csc {x}+C}
{\displaystyle \int \sin ^{2}x\,dx={\frac {1}{2}}(x-\sin x\cos x)+C}
{\displaystyle \int \cos ^{2}x\,dx={\frac {1}{2}}(x+\sin x\cos x)+C}
{\displaystyle \int \sec ^{3}x\,dx={\frac {1}{2}}\sec x\tan x+{\frac {1}{2}}\ln |\sec x+\tan x|+C}
(vegeu integral de la secant al cub)
{\displaystyle \int \sin ^{n}x\,dx=-{\frac {\sin ^{n-1}{x}\cos {x}}{n}}+{\frac {n-1}{n}}\int \sin ^{n-2}{x}\,dx}
{\displaystyle \int \cos ^{n}x\,dx={\frac {\cos ^{n-1}{x}\sin {x}}{n}}+{\frac {n-1}{n}}\int \cos ^{n-2}{x}\,dx}
{\displaystyle \int \arctan {x}\,dx=x\,\arctan {x}-{\frac {1}{2}}\ln {\left|1+x^{2}\right|}+C}

### Funcions hiperbòliques
{\displaystyle \int \sinh x\,dx=\cosh x+C}
{\displaystyle \int \cosh x\,dx=\sinh x+C}
{\displaystyle \int \tanh x\,dx=\ln |\cosh x|+C}
{\displaystyle \int {\mbox{csch}}\,x\,dx=\ln \left|\tanh {x \over 2}\right|+C}
{\displaystyle \int {\mbox{sech}}\,x\,dx=\arctan(\sinh x)+C}
{\displaystyle \int \coth x\,dx=\ln |\sinh x|+C}
{\displaystyle \int {\mbox{sech}}^{2}x\,dx=\tanh x+C}

### Inverses de les funcions hiperbòliques
{\displaystyle \int \operatorname {arcsinh} x\,dx=x\operatorname {arcsinh} x-{\sqrt {x^{2}+1}}+C}
{\displaystyle \int \operatorname {arccosh} x\,dx=x\operatorname {arccosh} x-{\sqrt {x^{2}-1}}+C}
{\displaystyle \int \operatorname {arctanh} x\,dx=x\operatorname {arctanh} x+{\frac {1}{2}}\log {(1-x^{2})}+C}
{\displaystyle \int \operatorname {arccsch} \,x\,dx=x\operatorname {arccsch} x+\log {\left[x\left({\sqrt {1+{\frac {1}{x^{2}}}}}+1\right)\right]}+C}
{\displaystyle \int \operatorname {arcsech} \,x\,dx=x\operatorname {arcsech} x-\arctan {\left({\frac {x}{x-1}}{\sqrt {\frac {1-x}{1+x}}}\right)}+C}
{\displaystyle \int \operatorname {arccoth} \,x\,dx=x\operatorname {arccoth} x+{\frac {1}{2}}\log {(x^{2}-1)}+C}

## Integrals definides que no tenen primitives tancades
Hi ha funcions les primitives de les quals no es poden expressar en una forma tancada (no es poden expressar com a composicions, sumes i multiplicacions de funcions racionals, irracionals, exponencials, logarítmiques, trigonomètriques i inverses de les funcions trigonomètriques). En canvi, els valors de les integrals definides d'aquestes funcions sobre alguns intervals comuns, es poden calcular simbòlicament i obtenir-ne un valor exacte. Tot seguin se'n donen unes quantes d'utilitats.
{\displaystyle \int _{0}^{\infty }{{\sqrt {x}}\,e^{-x}\,dx}={\frac {1}{2}}{\sqrt {\pi }}} (vegeu també Funció Gamma)
{\displaystyle \int _{0}^{\infty }{e^{-x^{2}}\,dx}={\frac {1}{2}}{\sqrt {\pi }}} (La integral de Gauß)
{\displaystyle \int _{0}^{\infty }{{\frac {x}{e^{x}-1}}\,dx}={\frac {\pi ^{2}}{6}}} (vegeu també nombre de Bernoulli)
{\displaystyle \int _{0}^{\infty }{{\frac {x^{3}}{e^{x}-1}}\,dx}={\frac {\pi ^{4}}{15}}}
{\displaystyle \int _{0}^{\infty }{\frac {\sin(x)}{x}}\,dx={\frac {\pi }{2}}}
{\displaystyle \int _{0}^{\frac {\pi }{2}}\sin ^{n}{x}\,dx=\int _{0}^{\frac {\pi }{2}}\cos ^{n}{x}\,dx={\frac {1\cdot 3\cdot 5\cdot \cdots \cdot (n-1)}{2\cdot 4\cdot 6\cdot \cdots \cdot n}}{\frac {\pi }{2}}} (si n és un enter senar i {\displaystyle \scriptstyle {n\geq 2}})
{\displaystyle \int _{0}^{\frac {\pi }{2}}\sin ^{n}{x}\,dx=\int _{0}^{\frac {\pi }{2}}\cos ^{n}{x}\,dx={\frac {2\cdot 4\cdot 6\cdot \cdots \cdot (n-1)}{3\cdot 5\cdot 7\cdot \cdots \cdot n}}} (si {\displaystyle \scriptstyle {n}} és un enter parell i {\displaystyle \scriptstyle {n\geq 3}})
{\displaystyle \int _{0}^{\infty }{\frac {\sin ^{2}{x}}{x^{2}}}\,dx={\frac {\pi }{2}}}
{\displaystyle \int _{0}^{\infty }x^{z-1}\,e^{-x}\,dx=\Gamma (z)} (on {\displaystyle \Gamma (z)} és la funció Gamma)
{\displaystyle \int _{-\infty }^{\infty }e^{-(ax^{2}+bx+c)}\,dx={\sqrt {\frac {\pi }{a}}}\exp \left[{\frac {b^{2}-4ac}{4a}}\right]} (on {\displaystyle \exp[u]} és la funció exponencial {\displaystyle e^{u}}, and {\displaystyle a>0})
{\displaystyle \int _{0}^{2\pi }e^{x\cos \theta }d\theta =2\pi I_{0}(x)} (on {\displaystyle I_{0}(x)} és la funció de Bessel modificada de primera classe)
{\displaystyle \int _{0}^{2\pi }e^{x\cos \theta +y\sin \theta }d\theta =2\pi I_{0}\left({\sqrt {x^{2}+y^{2}}}\right)}
{\displaystyle \int _{-\infty }^{\infty }{(1+x^{2}/\nu )^{-(\nu +1)/2}dx}={\frac {{\sqrt {\nu \pi }}\ \Gamma (\nu /2)}{\Gamma ((\nu +1)/2))}}\,}, {\displaystyle \nu >0\,}, aquesta integral està relacionada amb la funció densitat de probabilitat de la distribució t de Student)
El mètode d'exhaustió subministra una fórmula per al cas general quan no existeix una primitiva:
{\displaystyle \int _{a}^{b}{f(x)\,dx}=(b-a)\sum \limits _{n=1}^{\infty }{\sum \limits _{m=1}^{2^{n}-1}{\left({-1}\right)^{m+1}}}2^{-n}f(a+m\left({b-a}\right)2^{-n})}
{\displaystyle \int _{0}^{1}e^{x\cdot \ln a+(1-x)\cdot \ln b}\;\mathrm {d} x=\int _{0}^{1}\left({\frac {a}{b}}\right)^{x}\cdot b\;\mathrm {d} x=\int _{0}^{1}a^{x}\cdot b^{1-x}\;\mathrm {d} x={\frac {a-b}{\ln a-\ln b}}} per {\displaystyle a>0,\ b>0,\ a\neq b}, que és la mitjana logarítmica
{\displaystyle \int _{0}^{\infty }e^{-ax}\,\mathrm {d} x={\frac {1}{a}}}
{\displaystyle \int _{0}^{\infty }e^{-ax^{2}}\,\mathrm {d} x={\frac {1}{2}}{\sqrt {\pi  \over a}}\quad (a>0)} (la integral de Gauß)
{\displaystyle \int _{-\infty }^{\infty }e^{-ax^{2}}\,\mathrm {d} x={\sqrt {\pi  \over a}}\quad (a>0)}
{\displaystyle \int _{-\infty }^{\infty }e^{-ax^{2}}e^{2bx}\,\mathrm {d} x={\sqrt {\frac {\pi }{a}}}e^{\frac {b^{2}}{a}}\quad (a>0)}
{\displaystyle \int _{-\infty }^{\infty }xe^{-a(x-b)^{2}}\,\mathrm {d} x=b{\sqrt {\pi  \over a}}\quad (a>0)}
{\displaystyle \int _{-\infty }^{\infty }x^{2}e^{-ax^{2}}\,\mathrm {d} x={\frac {1}{2}}{\sqrt {\pi  \over a^{3}}}\quad (a>0)}
{\displaystyle \int _{0}^{\infty }x^{n}e^{-ax^{2}}\,\mathrm {d} x={\begin{cases}{\frac {1}{2}}\Gamma \left({\frac {n+1}{2}}\right)/a^{\frac {n+1}{2}}&(n>-1,a>0)\\{\frac {(2k-1)!!}{2^{k+1}a^{k}}}{\sqrt {\frac {\pi }{a}}}&(n=2k,k\;{\text{integer}},a>0)\\{\frac {k!}{2a^{k+1}}}&(n=2k+1,k\;{\text{integer}},a>0)\end{cases}}} (!! és el Doble factorial)
{\displaystyle \int _{0}^{\infty }x^{n}e^{-ax}\,\mathrm {d} x={\begin{cases}{\frac {\Gamma (n+1)}{a^{n+1}}}&(n>-1,a>0)\\{\frac {n!}{a^{n+1}}}&(n=0,1,2,\ldots ,a>0)\\\end{cases}}}
{\displaystyle \int _{0}^{\infty }e^{-ax}\sin bx\,\mathrm {d} x={\frac {b}{a^{2}+b^{2}}}\quad (a>0)}
{\displaystyle \int _{0}^{\infty }e^{-ax}\cos bx\,\mathrm {d} x={\frac {a}{a^{2}+b^{2}}}\quad (a>0)}
{\displaystyle \int _{0}^{\infty }xe^{-ax}\sin bx\,\mathrm {d} x={\frac {2ab}{(a^{2}+b^{2})^{2}}}\quad (a>0)}
{\displaystyle \int _{0}^{\infty }xe^{-ax}\cos bx\,\mathrm {d} x={\frac {a^{2}-b^{2}}{(a^{2}+b^{2})^{2}}}\quad (a>0)}

### El "somni de sophomore"
{\displaystyle {\begin{aligned}\int _{0}^{1}x^{-x}\,dx&=\sum _{n=1}^{\infty }n^{-n}&&(=1.291285997\dots )\\\int _{0}^{1}x^{x}\,dx&=\sum _{n=1}^{\infty }-(-1)^{n}n^{-n}&&(=0.783430510712\dots )\end{aligned}}}
(atribuïda a Johann Bernoulli; vegeu somni de sophomore).